# Tetrabiblos
Tetrabiblos ist eine Schrift über die Sterndeutung, die der griechische Naturforscher Claudius Ptolemäus im 2ten Jahrh. n. Chr. erstellte. Es wurde zwar häufig die Vermutung geäußert, dass es sich um eine Fälschung handele, weil man einen Naturwissenschaftler wie Ptolemäus nicht mit diesem „Aberglauben“ in Verbindung bringen wollte, es hat sich aber die Meinung durchgesetzt, dass eine solche Beziehung in der antiken Welt durchaus möglich ist. Ptolemäus gilt daher als gesicherter Autor.  Ptolemäus zeigt sich als Anhänger der Astrologie. Im ersten Kapitel seines Werkes führt er aus, dass die Stellung der Himmelskörper nicht nur Naturerscheinungen hervorrufe, wie etwa der Mond Ebbe und Flut, sondern auch die Beurteilung der Charaktereigenschaften eines Menschen und die Vorhersage künftiger Ereignisse erlaube. Im Folgekapitel erklärt er dies nachdrücklich und ausführlich für nutzbringend.

## Inhalt
Ptolemäus gliedert die vielfältigen Bereiche der Astrologie in eine Behandlung der astrologischen Elemente und Lehren (Buch 1), die allgemeine Astrologie (Mundanastrologie) mit der Darstellung von Rassen- und Charaktereigentümlichkeiten ganzer Völker (Buch 2) und die Genethlialogie, d. h. die individuelle Geburtshoroskopie (Buch 3 und 4).

### Astrologische Elemente (Buch 1)
Ptolemäus begründet die Astrologie mit der generellen Einwirkung der Himmelskörper auf die Natur. Die Sonne bewirke den Wechsel der Jahreszeiten, Hitze und Kälte, der Mond beeinflusse das Meer und die Sterne stehen in Zusammenhang mit Wind und Wetter (Kap. 2). Im Mittelpunkt stehen aber die 12 Tierkreiszeichen, die 7 sichtbaren großen Himmelskörper (Sonne, Mond, Merkur, Venus, Mars, Jupiter, Saturn) und ihre Beziehungen zueinander (Aspekte, Trigone, Häuser der Planeten, Erhöhung/Erniedrigung usw.). Obwohl die Sternbilder außerhalb des Tierkreises nur eine geringe Rolle in der Astrologie spielen, werden doch die Hauptbilder des nördlichen Himmels aufgezählt (Kap. 9). Ptolemäus konnte diese seinem Werk Almagest (Buch 7, Kap. 5) entnehmen. Zum Abschluss werden die Grenzen des Einflusses der großen Himmelskörper innerhalb der Tierkreiszeichen detailliert ausgeführt in 3 Überlieferungen, der ägyptischen, der chaldäischen und einer weiteren geheimnisvollen, die Ptolemäus in einem alten Manuskript gefunden haben will.

### Mundanastrologie (Buch 2)
In Kap. 2 und 3 des Buches 2 werden Eigenschaften von Völkerschaften auf geologische und astrologische Einflüsse zurückgeführt. Kap. 2 legt körperliche und geistige Anlagen der Bewohner ganzer Zonen durch deren Breitengrad fest. Dabei wird, wie schon bei Aristoteles, Vitruv (De architectura libri decem, VI ,4) und Plinius dem Älteren (Naturalis historia, II 78,189), die Wildheit der Bewohner der nördlichen und südlichen Zonen geschildert. In Kap. 3 – einem der umfangreichsten der Abhandlung – wird ein breiteres Tableau entworfen. Die bekannte Oikumene wird in 4 Teile aufgeteilt, deren Grundlage die Aufteilung des Zodiaks in 4 Trigone ist. So werden dem nordwestlichen Trigon Widder-Löwe-Schütze u. a. die Länder Britannien, Belgien, Germanien zugeordnet und deren Bewohnern verschiedenes, wie etwa "Freude an den Waffen", aber auch "Wollust, die sich nicht auf Frauen richtet*, nachgesagt. In ähnlicher Weise wird die gesamte bekannte Welt aufgeteilt und ihren Bewohnern wg. Einfluss der Trigone und der Planeten Eigenschaften und Handlungen zugeteilt: kühn, freiheitsliebend, hässlich und widerwärtig, scharfsinnig, pflegen den Straßenraub oder den Beischlaf mit ihren Müttern usw.
In Kap. 11 wird eine Beziehung zwischen Tierkreiszeichen und Witterung hergestellt. Der Naturwissenschaftler Ptolemäus postuliert hier, dass die Hitze des Sommers auf dem Einfluss des Tierkreiszeichens Löwe (24.7.-23.8.) und die Kälte des Winters auf dem des Steinbock (22.12.-20.1.) beruhe.

### Genethlialogie (Buch 3, Buch 4)
Ausgehend vom Geburtstermin oder dem Augenblick der Empfängnis werden die in Buch 1 dargelegten astrologischen Instrumente dazu verwendet, Eigenschaften und Schicksal eines Menschen zu erschließen: Körpergestalt, Krankheiten, aber auch Erwerbsmöglichkeiten, Freunde/Feinde, Kinderanzahl usw. Sogar die Geburt eines Königs wird durch geeignete Planetenstellung angezeigt (Buch 3, Über Ehren und Ansehen). Großen Raum nimmt die Bestimmung der Lebensdauer ein. In Buch 3 handeln davon mehrere Kapitel (Über die Lebensdauer, Über die Lebensverlängerer, Über die Zahl der Lebensjahre, auch ein Beispiel wird durchgerechnet). In Buch 4 werden noch einmal schicksalhafte Lebensverkürzungen dargestellt (Über die Art des Todes).

## Überlieferung und Weiterleben
Tetrabiblos ist eines der wichtigsten Bücher in der Geschichte der Astrologie. Ptolemäus systematisierte das  astrologische Wissen seiner Zeit und schuf die Grundlagen für die künftige Astrologie. Die Benutzung des Werkes durch zahlreiche folgende Autoren, wie Firmicus Maternus, Hephaistion von Theben, Paulos Alexandrinos ist nachweisbar.
Durch das sich mehr und mehr durchsetzende Christentum wurde die Astrologie allerdings zurückgedrängt. Insbesondere der Kirchenvater Augustinus von Hippo wandte sich gegen die trügerischen Prophezeiungen der Sterndeuter (Confessiones, VII.6). Daher stammen von den etwa 35 Handschriften des Werkes (oder Teilen des Werkes), die sich in den großen Bibliotheken Europas erhalten haben, die frühesten aus dem 13ten Jahrh. Schon im 9ten Jahrh. wurde der Text allerdings von Yahya ibn al Bitriq in die arabische Sprache übersetzt. Über Spanien drang diese und andere astrologische Schriften in das lateinische Abendland wieder ein und führten später zu einer neuerlichen Blüte der Astrologie im 15ten bis 17ten Jahrh.
Die erste Edition wurde 1535 erstellt von Joachim Camerarius, der griechische Text zusammen mit einer lateinischen Übersetzung eines großen Teils. Seine zweite Edition 1553 enthält die Übersetzung in die lateinische Sprache durch den bedeutenden Altphilologen und lutherischen Theologen Philipp Melanchthon. M. Erich Winkel gab 1923 seine Übersetzung dieser Edition in die deutsche Sprache heraus. Enthalten darin ist ein Brief Melanchthons an den deutschen Gelehrten und Staatsmann Erasmus Ebner, in dem er die Astrologie verteidigt.
wertvoll und wahrhaftig ist die Wissenschaft der Astrologie, eine Krone ist sie des Menschengeschlechts und ihre ganze ehrwürdige Weisheit ist Zeugnis Gottes
heißt es in der Übersetzung von M. Erich Winkel. Die von Franz Boll erstellte kritische Ausgabe erschien erst 1940 – und damit postum – im Rahmen der Gesamtausgabe der Werke des Ptolemäus durch Wolfgang Hübner im B. G. Teubner Verlag.

## Textausgaben und Übersetzungen
- Philipp Melanchthon: Phil. Mel. interpretatio operis Quadripartiti Claudii Ptolemaei de praedictionibus astronomicis in Corpus Reformatorum, Vol. XVIII, Philippi Melanchthonis Opera quae supersunt omnia, Halle 1852.
- Frank Egleston Robbins (Hrsg. und Übers.): Claudius Ptolemy, Tetrabiblos. Harvard University Press, Cambridge (Massachusetts)/London 1940.
- M. Erich Winkel: Tetrabiblos. 2 Bände. Berlin-Pankow 1923. Nachdruck: Tetrabiblos. Nach der von Philipp Melanchthon besorgten seltenen Ausgabe aus dem Jahre 1553. 3. Auflage. Chiron, Tübingen 2012, ISBN 978-3-925100-17-8.

## Einzelbelege
1. ↑  Franz Boll: Studien über Claudius Ptolemäus. S. 111–188.
2. ↑  Wilhelm Knappich: Geschichte der Astrologie. 1967, S. 96.
3. ↑  Wilhelm Gundel, Hans Georg Gundel: Astrologumena. S. 206 f.
4. ↑  Christa-Vera Grewe: Untersuchung der naturwissenschaftlichen Fragmente des stoischen Philosophen Poseidonios und ihrer Bedeutung für die Naturphilosophie. S. 72, 75.
5. ↑  Franz Boll: Studien über Claudius Ptolemäus. S. 194–235.
6. ↑  Wilhelm Knappich: Geschichte der Astrologie. 1967, S. 96.
7. ↑  Wilhelm Knappich: Geschichte der Astrologie. 1967, S. 209.
8. ↑  Franz Boll: Studien über Claudius Ptolemäus. S. 190
9. ↑  Franz Boll: Studien über Claudius Ptolemäus. S. 194–211
10. ↑  Wilhelm Gundel, Hans Georg Gundel: Astrologumena. S. 209 f.
11. ↑  Wilhelm Knappich: Geschichte der Astrologie. 1967, S. 96.
12. ↑  Wilhelm Gundel, Hans Georg Gundel: Astrologumena. S. 210.
13. ↑  Wilhelm Knappich: Geschichte der Astrologie. 1967, S. 109, S. 114.
14. ↑  F. E. Robbins: PTOLEMY, TETRABIBLOS. Introduction, XVII ff
15. ↑  Dimitri Gutas: Greek Thought, Arabic Culture. The Graeco-Arabic Translation Movement in Baghdad and Earla Abbasid Society, London-New York 1998, S. 108–110
16. ↑  Wilhelm Knappich: Geschichte der Astrologie. 1967, S. 156 und 185.
17. ↑  Heinrich Ernst Bindseil: Philippi Melanchthonis Opera quae supersunt omnia. S. 6–11.
18. ↑  Helga Gärtner: "Finsternisse" und die Heidelberger Klassische Philologie: Franz Boll in (Hrsg.) Helga Köhler, Herwig Görgemanns, Manuel Baumbach: Stürmend auf finsterem Pfad ..., Heidelberg 2000, S. 86